# سابانالارگا (انتیوکیا)
سابانالارگا (انگلیسی: Sabanalarga, Antioquia) یک منطقه مسکونی در کشور کلمبیا است.